# Sant Clamenç de Valòrga
Saint-Clément-de-Valorgue és un municipi francès situat al departament del Puèi Domat i a la regió d'Alvèrnia-Roine-Alps. L'any 2007 tenia 221 habitants.

## Demografia

### Població
El 2007 la població de fet de Saint-Clément-de-Valorgue era de 221 persones. Hi havia 92 famílies de les quals 20 eren unipersonals (16 homes vivint sols i 4 dones vivint soles), 44 parelles sense fills, 24 parelles amb fills i 4 famílies monoparentals amb fills.
La població ha evolucionat segons el següent gràfic:
Habitants censats

### Habitatges
El 2007 hi havia 250 habitatges, 94 eren l'habitatge principal de la família, 123 eren segones residències i 33 estaven desocupats. 234 eren cases i 10 eren apartaments. Dels 94 habitatges principals, 79 estaven ocupats pels seus propietaris, 9 estaven llogats i ocupats pels llogaters i 6 estaven cedits a títol gratuït; 4 tenien dues cambres, 13 en tenien tres, 36 en tenien quatre i 41 en tenien cinc o més. 64 habitatges disposaven pel capbaix d'una plaça de pàrquing. A 52 habitatges hi havia un automòbil i a 32 n'hi havia dos o més.

### Piràmide de població
La piràmide de població per edats i sexe el 2009 era:
| Homes | Edats   | Dones |
| ----- | ------- | ----- |
| 0     | 95 o +  | 0     |
| 4     | 90 a 94 | 4     |
| 0     | 85 a 89 | 0     |
| 0     | 80 a 84 | 4     |
| 0     | 75 a 79 | 8     |
| 4     | 70 a 74 | 4     |
| 20    | 65 a 69 | 4     |
| 8     | 60 a 64 | 16    |
| 8     | 55 a 59 | 12    |
| 4     | 50 a 54 | 0     |
| 4     | 45 a 49 | 8     |
| 8     | 40 a 44 | 8     |
| 8     | 35 a 39 | 8     |
| 12    | 30 a 34 | 8     |
| 8     | 25 a 29 | 4     |
| 4     | 20 a 24 | 0     |
| 12    | 15 a 19 | 12    |
| 4     | 10 a 14 | 16    |
| 8     | 5 a 9   | 0     |
| 4     | 0 a 4   | 12    |

## Economia
El 2007 la població en edat de treballar era de 125 persones, 86 eren actives i 39 eren inactives. De les 86 persones actives 82 estaven ocupades (44 homes i 38 dones) i 4 estaven aturades (1 home i 3 dones). De les 39 persones inactives 19 estaven jubilades, 9 estaven estudiant i 11 estaven classificades com a «altres inactius».

### Ingressos
El 2009 a Saint-Clément-de-Valorgue hi havia 95 unitats fiscals que integraven 225 persones, la mediana anual d'ingressos fiscals per persona era de 17.447 €.

### Activitats econòmiques
Dels 12 establiments que hi havia el 2007, 2 eren d'empreses de construcció, 3 d'empreses de comerç i reparació d'automòbils, 2 d'empreses d'hostatgeria i restauració, 2 d'empreses immobiliàries, 2 d'empreses de serveis i 1 d'una empresa classificada com a «altres activitats de serveis».
Dels 3 establiments de servei als particulars que hi havia el 2009, 1 era una fusteria, 1 lampisteria i 1 restaurant.
L'únic establiment comercial que hi havia el 2009 era una botiga de menys de 120 m².
L'any 2000 a Saint-Clément-de-Valorgue hi havia 16 explotacions agrícoles que ocupaven un total de 430 hectàrees.

## Poblacions més properes
El següent diagrama mostra les poblacions més properes.